# Latimeriidae
A Latimeriidae az izmosúszójú halak (Sarcopterygii) osztályának bojtosúszójúhal-alakúak (Coelacanthiformes) rendjébe, ezen belül a Latimerioidei alrendjébe tartozó család. Az osztályán belül az egyetlen család, amelyben élő fajok is vannak.

## Rendszerezés
A családba az alábbi 7 nem tartozik:
- †Holophagus
- Latimeria Smith, 1939 - típusnem
- †Libys
- †Macropoma
- †Megalocoelacanthus Schwimmer, Stewart, & Williams, 1994
- †Swenzia (Clement, 2005)
- †Ticinepomis